# Atomosia lineata
Atomosia lineata là một loài ruồi trong họ Asilidae. Atomosia lineata được Curran miêu tả năm 1930. Loài này phân bố ở vùng Tân nhiệt đới.